# NGC 218
NGC 218 es una galaxia espiral localizada en la constelación de Andrómeda.